# Directorado de la CIA para la Ciencia y la Tecnología
El Directorado de la CIA para la Ciencia y la Tecnología (Central Intelligence Agency Directorate of Science & Technology, en inglés) es la rama de la Agencia Central de Inteligencia (CIA) encargada del desarrollo y aplicación de la tecnología para facilitar la recopilación de información para los Estados Unidos de América.

## Historia

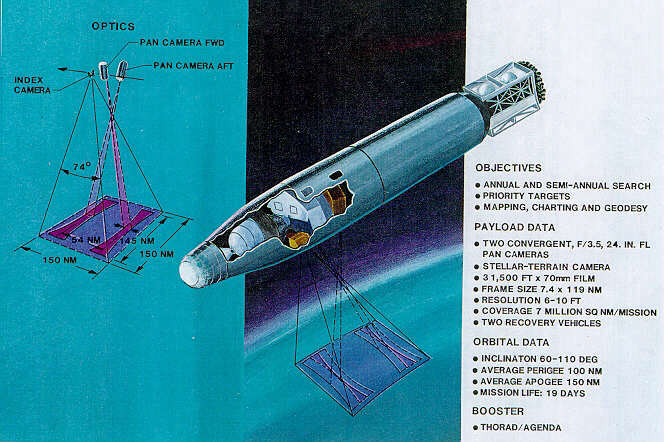
Satélite espía CORONA.

### Orígenes
El 31 de diciembre de  1948, la  CIA formó la ·  Oficina de Inteligencia Científica (OSI), reuniendo la rama científica en la oficina de reportes y estimados con el Grupo de Energía Nuclear de la Oficina Especial de Operaciones

### Formación
En 1962, la  CIA formó al Directorato delegado en Investigación  (DDR), dirigido por  Herbert Scoville. Bajo él estaba la recientemente formada  Oficina de Actividades Especiales  (Office of Special Activities) , junto a la Oficina de ELINT y la Investigación de Investigación y Desarrollo, las cuales fueron rápidamente integradas al  DDR. Sin embargo el  OSI continuo integrando el  Directorato de Operaciones.
En 1963, Scoville  renunció , frustrado por la falta de decisión de los demás departamentos de trasferir tecnologías. El  Director de Inteligencia Central John McCone preguntó a  Albert Wheelon si quería reemplazar a  Scoville  en el renombrador Directorato Agregado de Ciencias y Tecnología  Deputy. El OSI wfue trasferido a éste junto a la Oficina de Servicios Computacionales.
En 1965, el directorato fue renombrado de nuevo, como Directorato de Ciencias y Tecnología  (DS&T), y en  1966 Carl Duckett sucedió a  Wheelon  como Director agregado de Ciencias y Tecnología.

### Más cambios
En abril de 1973, el DCI James Schlesinger  transfirió el Equipo de Servicios Técnicos del  Directorato de Operaciones tal DS&T, donde sería se nombrado como  Oficina de Servicios Técnicos (OTS). Su foco primario debería ser el apoyo tecnológico a los   oficiales CIA en el campo para manejo de documentos, falsificación de ellos, o idear armas exóticas adecuadas a la misión Se desarrollaron lápices explosivos y conchas marinas explosivas en un intento en asesinar a Fidel Castro.
En septiembre de  1995, Ruth David reemplazo a  James Hirsch como Director Agregado de Ciencia y Tecnología , y estableció nuevas oficinas : la Oficina de Información Clandestina, la Oficina de Herramientas Analíticas Avanzadas, y la Oficina de Proyectos Avanzados. La Oficina de Investigación y Desarrollo fue abolida
En abril de  1999, Gary Smith se connvirtió enDirector Agregado de Ciencia y Tecnología  , renunciando súbitamente 9 meses después. El DCI George Tenet  rápidamente nombró como Director a   Joanne Isham.